# Alnico
Alnico je akronim za željezove slitine koje se uz željezo sastoje od aluminija (Al), (3 do 12%), nikla (Ni), (10 do 28%) i kobalta (Co), (5 do 25%). U ovim je slitinima također moguće naći dodatke bakra (do 7%), titana (do 1%), niobija (do 2%), kroma, mangana itd. Budući da su alnico slitine feromagnetične, koriste se za izradu trajnih magneta raznih primjena. Razvoj alnico magneta započeo je 1931., kada je T. Mishima u Japanu otkrio da slitina željeza, aluminija i nikla ima koercitivnost duplo veću od tadašnjih najboljih magneta. Prije otkrića rijetkih zemnih magneta 1970-ih, alnico magneti su bili najjači trajni magneti.

## Primjene
Alnico magneti su široko upotrebljavani u industriji i u potrošačkim primjenama koje zahtijevaju jake trajne magnete; električni motori, pick-up-ovi u gitarama, mikrofoni, senzori, zvučnici i kravlji magneti. Unatoč raširenosti, alnico magneti sve češće bivaju zamijenjenima jačim i manjim rijetkim zemnim magnetima.